# Zielona (obwód iwanofrankiwski)
Zielona (ukr. Зелена) – wieś w rejonie nadwórniańskim obwodu iwanofrankiwskiego. Wieś liczy 2328 mieszkańców.
Pod koniec XIX w. częścią wsi był Maksymiec.
W II Rzeczypospolitej miejscowość była siedzibą gminy wiejskiej Zielona w powiecie nadwórniańskim województwa stanisławowskiego. 
Od 1928 stacjonowała tam placówka Straży Granicznej I linii „Zielona”. Od 1938 do 1939 istniał Komisariat Straży Granicznej „Zielona”. Ponadto funkcjonowała Placówka Straży Celnej „Zelene”.

## Urodzeni
- Jan Puzdrowski (1877-1935), lekarz, działacz sokoli,
- Ewa Harsdorf (1910-1990), malarka, graficzka.